# 東京都立科学技術高等学校
東京都立科学技術高等学校（とうきょうとりつ かがくぎじゅつこうとうがっこう、英: Tokyo Metropolitan High School of Science and Technology）は、東京都江東区大島一丁目にある東京都立高等学校である。将来の科学者・技術者を育成することを目的として創立され、全国に先駆けて科学技術科が設置された。
略称は、東京都立多摩科学技術高等学校や東京工業大学附属科学技術高等学校、科学技術学園高等学校と区別するため、「都立科技高」「都立STH」である。

## 概要
2001年（平成13年）4月開校。都立高校で初の科学技術科を設け、普通科目の他に特殊なカリキュラムを備えており、幅広い分野を学ぶことができるため文系大学への進学も可能である。また、高校で専攻科が設置されているのも唯一であったが、2014年（平成26年）度から募集停止。
高校の枠を超えて大学教授を招聘したり同校教員による高度の専門的な授業などが実施され、有名な研究者を本校に招くなど、充実した学習環境を整えている。文化祭（四葉祭）では科学系の展示･催しを多く行っている。
年間を通じて放課後補習講座・土曜講座・夏季講習が延べ100講座以上開設され、12月と3月の期末試験終了後には短期集中講座が開講している。
- 専攻科（2年制／閉科）
  - 機械情報デザイン科
  - 化学環境システム科

※2016年3月、13期生卒業式とともに閉科式が執り行われた。

## 教育課程
- 全日制課程
  - 科学技術科
    - 第1分野（機械・制御工学系）
    - 第2分野（電子・情報工学系）
    - 第3分野（化学・バイオ系）

  - 創造理数科

## 沿革

### 年表
- 1997年（平成9年）1月 都立高校長期構想懇談会答申で都立科学技術高校の設置を提言
- 2000年（平成12年）10月 東京都条例172号「東京都立学校設置条例」の一部を改正。東京都立科学技術高等学校に正式決定。
- 2001年（平成13年）4月 開校。
- 2006年（平成18年）4月 東京都教育委員会より重点支援指定校に指定。部活動推進指定校に指定。
- 2007年（平成19年）4月 スーパーサイエンスハイスクールに指定（指定期間は5年間）
- 2010年（平成22年）10月 開校10周年記念行事。
- 2012年（平成24年）4月 スーパーサイエンスハイスクールに指定。部活動推進指定校に指定。（両者とも2回目の指定。指定期間は5年間）
- 2017年（平成29年）3月 経過措置によるスーパーサイエンスハイスクール事業継続（1年間）[1]
- 2018年（平成30年）3月 次期スーパーサイエンスハイスクール選考において不採択。これにより、平成30年度の入学生よりスーパーサイエンスハイスクール事業を中止。
- 2021年（令和3年）3月 スーパーサイエンスハイスクールに指定（3回目の指定、指定期間は5年間）[2]。
- 2024年（令和6年）科学技術科の一部を改編し、創造理数科を設置。

## 進学実績
- 理系の大学の進学がメインで四年制大学への現役進学率は7割を超える。
- 教員は70名弱おり、AO入試・推薦入試における論文指導や面接指導に万全な体制がとられている。
- 大半の生徒は課題研究などの研究実績を生かしAO入試・推薦入試での進学を決めている。
- 令和四年度は東京大学理科Ⅱ類（農学部）に推薦合格。（東京大学への合格は開校初。）
- 早稲田大学、上智大学、東京理科大学などの指定校推薦枠がある。

## 科学技術科

### １年次
- １年次では、「機械・制御工学系」「電子・情報工学系」「化学・バイオ系」のすべての分野を学ぶ。
- 専門授業として、「工業技術基礎(SS工学技術基礎)」「工業情報数理」「SS科学技術探求」がある。

### ２年次
- ２年次では、第一分野（機械・制御工学系）、第二分野（電子・情報工学系）、第三分野（化学・バイオ系）から専攻分野を決める。
- 専門授業として、「SS科学技術理論Ⅰ」「SS科学技術実習」「SS課題研究」がある。
- 「SS課題研究」では選んだ専攻分野に関する研究を進める。

### ３年次
- ３年次では「課題研究発表会」があり、二年次で研究したものを発表する機会がある。
- 専門授業として、「SS卒業研究」「SS科学技術理論Ⅱ」がある。

　　また入学手続きの際に、特進クラスへの希望調査がある。

## 創造理数科
- 科学技術科の一部を改編し、創造理数科を設置された。
- 定員は40人、１クラスの募集である。（令和六年度）
- ２３区内の都立高校では、初めての設置である。
- 創造理数科は、国立大学理系学部や難関私立大学理系学部の進路を希望している生徒を対象として教育課程を編成している。
- 創造理数科の特色ある科目、［専門科目、情報科目、探究活動］として、以下の科目がある。括弧内は履修する学年である。
  - 専門科目
    - 理数数学Ⅰ（１年次）
    - 理数数学Ⅱ（２、３年次）
    - 理数数学特論（２、３年次）
    - 理数数学特講（３年次、自由選択である。）
    - 理数物理（１、２年次）
    - 理数化学（１、２年次）
    - 理数化学特講（３年次）
    - 理数生物（１、２年次）
    - 理数物理特講、又は理数生物特講。（３年次、必修選択である。）
    - 「理数数学Ⅰ」「理数数学Ⅱ」「理数物理」「理数化学」「理数生物」はそれぞれの科目にとらわれず、分野ごとに基礎から発展的な内容を学ぶため、一年次から数学や理科に深く向き合えるカリキュラムとなっている。（例として数学では、１年次から数ⅠA、数ⅡB、数ⅢCを履修する。）

  - 情報科目
    - 情報Ⅰ（１年次）
    - 理数情報（３年次）
    - 「情報Ⅰ」では、普通科で学ぶ内容に留まらず、研究活動に生かすことができるデータ処理や統計的処理を行う。
    - 「理数情報」では、「情報Ⅱ」の一部の内容を含む発展的な内容を取り扱う。

  - 探究活動
    - 創造理数探究基礎（１年次）
    - 創造理数探究実践（１年次）
    - 理数探究（２、３年次）
    - 「創造理数探究基礎」「創造理数探究実践」では、授業や体験を通して、さまざまな事象に対しての興味・関心を高め、研究に必要な課題の解決法について学び、研究テーマの種を見つけるカリキュラムになっている。
    - 「理数探究」では、自らのテーマを設定し「仮説・実験」「考察・推論」「表現・発表」という順に行う。また、校内外の研究交流会へ参加し、研究内容を深めていく。

## 外観
施設は校舎（本館）と体育棟、グランドの大きく分けて3つである。校舎（本館）は「コの字型」で打放しコンクリートにガラス張りで清水建設による耐震建築となっており、他の公立高校と比べて特徴的な校舎である。普通教室棟、特別教室棟、実習棟の3つからなる。また、バリアフリーを取り入れており、同一フロアに段差は一切なく、障害者用のトイレやエレベーターを設置している。体育棟は旧江東工業高等学校時代の体育施設に校舎との連絡通路を設けている。

## 教育目標
- 生徒一人ひとりの興味・関心等に基づいて主体的な学習を促し、それぞれの個性を最大限に伸長させる
- 各教科の基礎・基本を重点に置き、創造性や問題解決能力を育てる
- コミュニケーション能力を高め、国際社会において主体的に生きる力を育てる
- 人間としての在り方・生き方に関する指導を充実させ、 望ましい職業観・勤労観を育てる

## 制服
制服はワイシャツ、セーターも学校指定の校章入りである。すべて学校指定のもののみを着用できる。(2015年（平成27年）度より制服を変更した。）
- 冬服

男女共通：ブレザー（紺→黒）、ワイシャツ（白→青）、セーター（グレー）
男子：スラックス（グレー）
女子：スカート（グレーと濃いグレーのチェック）
- 夏服

男女共通：ワイシャツ（白→青）
男子：スラックス（グレー）
女子：スカート（グレーと濃いグレーのチェック）

## 交通アクセス
- 都営新宿線・半蔵門線住吉駅より徒歩8分
- 都営新宿線西大島駅より徒歩8分
- JR総武本線錦糸町駅より東大島駅行バス・江東公会堂前下車3分、もしくは駅から徒歩15分
- JR総武本線亀戸駅より葛西橋・西葛西駅行バス、西大島駅より徒歩8分[4]

## 周辺環境
| - ティアラこうとう - LIXIL本社 - HP本社 - 東京スカイツリー - 崎陽軒東京工場 | - 島忠 - ライフ - アリオ北砂 - 猿江恩賜公園 - 横十間川 - 小名木川 |

## 学校行事
- 4月 - 入学式、対面式、健康診断
- 5月 - 健康診断、生徒総会、1学期中間考査、
- 6月 - AO推薦説明会 (3)、芸術鑑賞教室、体育祭
- 7月 - 1学期期末考査、模試、夏期講習
- 8月 - 夏期講習
- 9月 - センター試験説明会 (3)、マーク模試 (3)、四葉祭（文化祭）
- 10月 - 大学研究室訪問(2)、2学期中間考査、開校記念日
- 11月 - 模試
- 12月 - 2学期期末考査、リーダー研修会、短期集中講座I
- 1月 - センター直前指導、模試、生徒総会、推薦入試
- 2月 - 修学旅行、研究発表会、推薦合格発表会、ロードレース大会、一般入試
- 3月 - 学年末考査、卒業式、終了式、短期集中講座II、進路合同説明会 (2)[5]

## 設備、実験機器
科学技術高校の特徴ともいえる、理系大学並みの実験機器の一部が整っている。
- ガスクロマトグラフィー
- 液体クロマトグラフィー
- CAD/CAM
- レーザー加工機
- マシニングセンタ
- 機械工場
- 情報デザイン室
- クリーンベンチ
- 照明付インキュベーター
- 走査型電子顕微鏡
- 蛍光X線分析装置
- 環境大気測定システム
- DNAシーケンサー
- 高速度カメラ
- 3Dプリンター[6]

## 部活動
運動部
- サッカー
- 陸上競技
- バスケットボール
- 女子バレーボール
- アウトドアライフ

- ラグビー
- 剣道
- バドミントン
- 卓球
- 硬式野球

- 硬式テニス
- 柔道
- 男子バレーボール
- 水泳
- ハンドボール

文化部
- 科学研究
- 機械工作
- 囲碁
- 調理科学

- 演劇
- ロボット
- 吹奏楽
- 茶華道

- MCG (Multimedia Computer Graphics)
- 写真
- 鉄道研究
- LEGO競技

同好会
- 園芸
- 魚類研究

## その他
- 旧東京都立江東工業高等学校の跡地に建てられ、廃校になった東京都立江東工業高等学校ならびに東京都立化学工業高等学校の学籍事務を取り扱っているが両校との歴史的つながりは無い。
- 2018年度よりSSH（スーパーサイエンスハイスクール）の指定校ではなくなっていたが、令和3年度より再指定を受けスーパーサイエンスハイスクール事業を再開[2]。